# Municipio de Dorchester
El municipio de Dorchester (en inglés: Dorchester Township) es un municipio ubicado en el condado de Macoupin en el estado estadounidense de Illinois. En el año 2010 tenía una población de 1550 habitantes y una densidad poblacional de 16,57 personas por km².

## Geografía
El municipio de Dorchester se encuentra ubicado en las coordenadas 39°2′50″N 89°51′33″O / 39.04722, -89.85917. Según la Oficina del Censo de los Estados Unidos, el municipio tiene una superficie total de 93.52 km², de la cual 93,18 km² corresponden a tierra firme y (0,37 %) 0,34 km² es agua.

## Demografía
Según el censo de 2010, había 1550 personas residiendo en el municipio de Dorchester. La densidad de población era de 16,57 hab./km². De los 1550 habitantes, el municipio de Dorchester estaba compuesto por el 99,1 % blancos, el 0,13 % eran afroamericanos, el 0,06 % eran amerindios, el 0,13 % eran asiáticos, el 0,06 % eran de otras razas y el 0,52 % eran de una mezcla de razas. Del total de la población el 0,45 % eran hispanos o latinos de cualquier raza.